# Paio de Córdova
Paio de Córdova, conhecido como São Paio, Sampaio ou São Pelágio, nascido no início do século X na Galiza, é um santo cristão, venerado no dia 26 de Junho pela Igreja Católica especialmente em Espanha e Portugal.
Era sobrinho de Hermígio, bispo de Tui.
Tendo participado, como pajem, na dura batalha que opôs Ordonho II de Leão a Abderramão III, emir de Córdova, foi feito prisioneiro e levado para esta cidade. As negociações entre as partes permitiram a libertação do tio bispo, mas Paio teve de ficar como refém, apesar de ter apenas 13 anos de idade. A sua formosura encantou tanto o rei como um dos seus filhos, que tudo fizeram para o seduzir. A todos resistiu o jovem, o que exacerbou a ira do rei que o mandou torturar até que lhe cedesse. No entanto, a força de ânimo de Paio foi superior à violência da tortura e acabaram por lançá-lo ao rio Guadalquivir.